# Phạm Chí Dũng
Phạm Chí Dũng (sinh năm 1966) là một nhà báo, nhà văn, Tiến sĩ Kinh tế, nhà hoạt động chính trị bất đồng chính kiến người Việt Nam. Ông hiện là chủ tịch Hội Nhà báo Độc lập Việt Nam, hội viên Hội Nhà văn Thành phố Hồ Chí Minh.
Phạm Chí Dũng từng là đảng viên Đảng Cộng sản Việt Nam trong 20 năm (1993–2013), và là cán bộ tại Ban An ninh Nội chính Thành ủy Thành phố Hồ Chí Minh trước khi tự viết đơn xin ra khỏi đảng năm 2013.
Ông viết báo và viết văn nhiều năm nay, với nhiều bút danh khác nhau như Việt Thắng, Viết Lê Quân, Thường Sơn..
Ngày 21 tháng 11 năm 2019, Phạm Chí Dũng bị Cơ quan an ninh điều tra Công an Thành phố Hồ Chí Minh khởi tố và bắt tạm giam, và khám xét về tội "Làm, tàng trữ, phát tán hoặc tuyên truyền thông tin, tài liệu, vật phẩm nhằm chống Nhà nước Cộng hòa xã hội chủ nghĩa Việt Nam" theo Điều 117 – Bộ luật hình sự năm 2015 (sửa đổi, bổ sung năm 2017). Vì những hoạt động chống phá nhà nước Cộng hòa XHCN Việt Nam, ông bị kết án 15 năm tù tại phiên tòa của nhà nước Việt Nam ngày 05/12/2020.

## Tiểu sử
Phạm Chí Dũng sinh năm 1966, quê quán tại tỉnh Đồng Tháp. Phạm Chí Dũng là con trai của ông Phạm Văn Hùng (sinh năm 1931), cựu Trưởng Ban Tổ chức Thành ủy Thành phố Hồ Chí Minh.
Sau khi tốt nghiệp Học viện Kỹ thuật Quân sự, Phạm Chí Dũng về công tác tại Ban An ninh Nội chính Thành ủy TP HCM.
Trước năm 2013, Phạm Chí Dũng có 30 năm phục vụ Quân đội nhân dân Việt Nam, chính quyền Nhà nước Việt Nam và Đảng Cộng sản Việt Nam.
Phạm Chí Dũng theo đuổi văn chương từ 1986 và trong những năm gần đây viết nhiều bài dưới các bút danh khác nhau cho tạp chí Phía Trước, bàn về một số chủ đề bị cho là tế nhị ở Việt Nam như tự do báo chí, tham nhũng, nhóm lợi ích cũng như kiểm soát của Thủ tướng Nguyễn Tấn Dũng trong nền kinh tế.
Ngày 5 tháng 12 năm 2013, ông Dũng làm đơn xin ra khỏi Đảng Cộng sản Việt Nam, sau 20 năm làm đảng viên, vì cho là:"Đảng Cộng sản không còn đại diện và phục vụ cho quyền lợi của đại đa số nhân dân".
Nhân Ngày Tự do Báo chí Thế giới 3 tháng 5, tổ chức Phóng viên Không biên giới (RSF) có trụ sở tại Paris, lần đầu tiên đã công bố danh sách "100 anh hùng thông tin" năm 2014, gồm các nhà báo và blogger ở 65 quốc gia trên thế giới. Trong số ba người Việt Nam được vinh danh, có nhà báo tự do Phạm Chí Dũng.
Khi ra ra phi trường Tân Sơn Nhất để tham dự cuộc hội thảo về vấn đề dân chủ và nhân quyền cùng buổi kiểm điểm nhân quyền UPR do Liên Hợp Quốc tổ chức mà Việt Nam là một trong những nước phải trả lời việc này vào ngày 5 tháng 2 năm 2014 ở Geneva, do tổ chức UN Watch mời, Phạm Chí Dũng đã bị công an tịch thu hộ chiếu. UN Watch, một tổ chức giám sát về nhân quyền và dân chủ của Liên Hợp Quốc, là một trong những tổ chức chính xây dựng nên cuộc hội thảo này.
Ngày 04 tháng 7 năm 2014, Hội Nhà báo Độc lập Việt Nam tuyên bố thành lập với Phạm Chí Dũng làm chủ tịch.
Phạm Chí Dũng sau đó lập web và blogger Việt Nam Thời báo đăng bài viết của mình và các cộng tác viên có nội dung chống phá Nhà nước; đồng thời lôi kéo, phát triển hội viên trong và ngoài nước. Dũng cũng lập ra các dự án truyền thông và kêu gọi đóng góp tiền tạo quỹ hoạt động cho hội.
Theo cáo trạng của tòa án TPHCM, ông đã viết hàng chục bài có nội dung tuyên truyền, xuyên tạc, phỉ báng chính quyền nhân dân, xâm phạm uy tín của Đảng Cộng sản Việt Nam, nhằm chống Nhà nước CHXHCN Việt Nam.

## Bị bắt và kết án tù
Ngày 17 tháng 7 năm 2012 ông bị bắt khẩn cấp vì bị tình nghi biên soạn tài liệu 'nhằm lật đổ chính quyền nhân dân'. Sau đó, ông bị khởi tố hai tội danh "Âm mưu lật đổ chính quyền" (theo Điều 79 Bộ luật hình sự) và "Tuyên truyền chống nhà nước Cộng hòa xã hội chủ nghĩa Việt Nam (theo Điều 88 Bộ luật hình sự). Khi bị bắt, ông Dũng là một cán bộ công tác tại ban An ninh Nội chính Thành ủy TP HCM. Tuy nhiên sau sáu tháng tạm giữ, công an đã thông báo cho ông về việc đình chỉ điều tra và kết thúc vụ án.
Ngày 25/06/2015, Phạm Chí Dũng đã bị đưa đến cơ quan an ninh điều tra để « hỏi về các vấn đề liên quan đến vụ án ông Nguyễn Quang Lập». Trong 8 giờ bị câu lưu và thẩm vấn, công an cũng đã yêu cầu ông Phạm Chí Dũng chấm dứt hoạt động trang "Việt Nam Thời Báo" của Hội Nhà báo Độc lập.
Ngày 21 tháng 11 năm 2019, ông bị Cơ quan An ninh điều tra Công an Thành phố Hồ Chí Minh khởi tố và bắt giam về tội "Làm, tàng trữ, phát tán hoặc tuyên truyền thông tin, tài liệu, vật phẩm nhằm chống Nhà nước CHXHCN Việt Nam" theo Điều 117 – Bộ luật hình sự năm 2015 (sửa đổi, bổ sung năm 2017).
Ngày 5 tháng 1 năm 2021, Phạm Chí Dũng bị tuyên phạt 15 năm tù về các hành vi tuyên truyền chống phá Nhà nước theo khoản 2 Điều 117 BLHS, và bị quản chế 3 năm sau khi chấp hành xong hình phạt.

## Tác phẩm

### Truyện ngắn
1. "Những bông hoa hoang dã" (1993)
2. "Tự thú" (1994)
3. "Những chiếc bồn tắm định mệnh" (2005)

### Tiểu thuyết
1. "Cuộc phiêu lưu của linh hồn cầm cố" (2005)
2. "Ngài nghị sĩ" (2006),...

### Tác phẩm khác
- "Tự sự chứng Khoán – Những gam màu ám ảnh", NXB Thông tấn 08/2007, 218 trang